# Harklaid
Harklaid ist eine unbewohnte Insel, fünf Meter von der größten estnischen Insel Saaremaa entfernt. Die Insel liegt in der Landgemeinde Saaremaa im Kreis Saare. Sie liegt im Kahtla-Kübassaare hoiuala.
Harklaid ist 260 Meter lang und 180 Meter breit.